# Leon Thomas III
Leon Thomas III (Nova York, 1 de agosto de 1993) é um ator, cantor, compositor e produtor musical norte-americano, atualmente conhecido por participar do elenco principal da sitcom americana, Brilhante Vitória e pelo filme o August Rush com Arthur em 2007.

## Filmografia
| Televisão/Filme | Televisão/Filme          | Televisão/Filme | Televisão/Filme                                              |  |
| Ano             | Título                   | Papel           | Notas                                                        |  |
| --------------- | ------------------------ | --------------- | ------------------------------------------------------------ |  |
| 2005            | The Backyardigans        | Singing Tyrone  | 2005-07Brianna Carter Stars as carter on victorious          |  |
| 2006            | Just Jordan              | Desconhecido    | 1 episódio                                                   |  |
| 2007            | August Rush              | Arthur          | Suporte                                                      |  |
| 2008            | iCarly                   | Harper          | 1 episódio                                                   |  |
| 2008            | The Naked Brothers Band  | Leon Williams   | 1 episódio                                                   |  |
| 2010            | 2010 Kids' Choice Awards | Ele mesmo       | (com o elenco de Victorious)                                 |  |
| 2010-2013       | Victorious               | André Harris    | Elenco principal                                             |  |
| 2010            | Freak The Freak Out      | André Harris    | Victorious (Filme de Tv)                                     |  |
| 2010            | Rising Stars             | JR              | Elenco principal                                             |  |
| 2011            | True Jackson, VP         | Ele mesmo       | 1 episódio, Ator Convidado, Episódio: True Fame              |  |
| 2011            | 2011 Kids' Choice Awards | Ele mesmo       | (com o elenco de Victorious)                                 |  |
| 2011            | iCarly                   | André Harris    | 1 episódio, Ator Convidado, Episódio: iParty with Victorious |  |
| 2012            | Figure It Out            | Ele mesmo       | Panelista                                                    |  |
| 2014            | Bad Asses                | Tucson          |                                                              |  |
| 2015            | Runaway Island           | Evan Holloway   |                                                              |  |
| 2015            | Fear The Walking Dead    | Russel          | Episódio Piloto                                              |  |
| 2017            | Insecure                 | Eddie           | Elenco Recorrente                                            |  |
| 2017            | Detroit                  | Jerry           |                                                              |  |

### Broadway
- The Lion King
- Caroline or Change
- The Color Purple

## Discografia
Em 1 de agosto de 2012, Leon lançou seu primeiro Mixtape: "Metro Hearts" e essa são as faixas que estão contidas no mixtape, a música "Forever" é o single desse mixtape:
| Edição padrão |                                   |                |         |  |
| N.º           | Título                            | Compositor(es) | Duração |  |
| 1.            | "Forever"                         | TBA            | 3:05    |  |
| 2.            | "Take Care (feat. Ariana Grande)" | TBA            | 4:33    |  |
| 3.            | "Bad"                             | TBA            | 2:28    |  |
| 4.            | "Moving On"                       | TBA            | 3:36    |  |
| 5.            | "Vibe"                            | TBA            | 1:39    |  |
| 6.            | "Like Clay"                       | TBA            | 4:35    |  |
| 7.            | "Never Look Back"                 | TBA            | 3:34    |  |
| 8.            | "24-7"                            | TBA            | 3:54    |  |